# Angraecum egertonii
Angraecum egertonii är en orkidéart som beskrevs av Alfred Barton Rendle. Angraecum egertonii ingår i släktet Angraecum och familjen orkidéer. Inga underarter finns listade i Catalogue of Life.